# Jardim de Guerra
Jardim de Guerra é um filme brasileiro de drama lançado em 1972. Dirigido por Neville d'Almeida, a trama é inspirada no livro Kaos, de Jorge Mautner, que também assina o roteiro do longa, juntamente com Neville, Guará Rodrigues e Rogério Sganzerla. É o primeiro longa do renomado diretor, exibido pela primeira vez no Festival de Brasília de 1968 onde o protagonista, Joel Barcelos ganhou o prêmio de melhor ator. O filme foi censurado pela Polícia Federal da ditadura e teve sua versão original declarada como perdida por muitos anos.

## Sinopse
Um jovem amargurado e sem perspectivas, apaixona-se por uma cineasta e é injustamente acusado de terrorista por uma organização de direita que o prende, o interroga e o tortura.

## Censura
Em sua segunda exibição foi interditado pela Polícia Federal da ditadura, foi o filme mais censurado do cinema brasileiro, com quarenta e oito cortes. Somente anos mais tarde foi encontrada uma versão não adulterada do filme na Europa. A cópia encontrada havia sido enviada para a Quinzena dos Diretores do Festival de Cannes, e hoje está guardada na Cinemateca do Museu de Arte Moderna do Rio de Janeiro. Em entrevista para a revista eletrônica Arte Capital, o diretor Neville d'Almeida conta que, “quando ficou pronto (…) é editado o tal do Ato Institucional n.º 5 que cortava todos os direitos e liberdades civis. (…) o filme foi proibido, interditado e jamais exibido. Então eu lutei, mas não aconteceu”.